# Abadia de Andlau

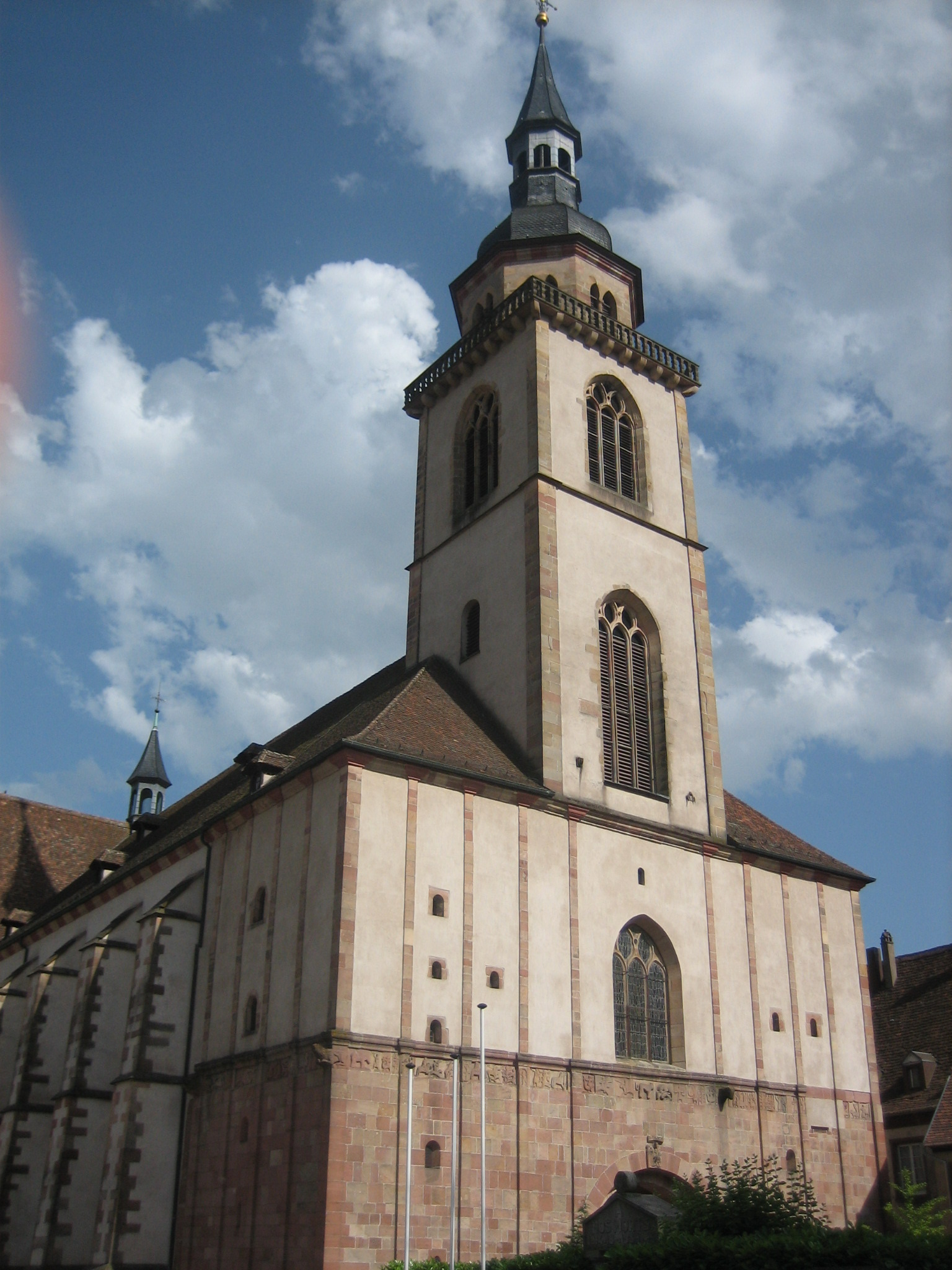
Fachada e campanário da antiga igreja da abadia. A parte inferior vermelha é do edifício românico do século XII, as partes brancas superiores, em estilo gótico, do século XVII

A Abadia de Andlau (Abbaye d'Andlau) era uma fundação colegiada de mulheres para canônicas seculares localizada em Andlau, na Alsácia, leste da França.

## História
A abadia de Andlau foi fundada em 880 por Ricarda da Suábia, mais tarde Santa Ricarda, imperatriz de Carlos, o Gordo, em suas terras ancestrais. A lenda da fundação afirma que a abadia estava situada onde Ricarda viu uma ursa arranhando o solo; um urso é um de seus emblemas em referência a isso. Em 887, Ricarda foi submetida a uma prova de fogo por seu marido, sob o pretexto de adultério com o chanceler Liutward. Ela sobreviveu à provação com sucesso e se retirou para Andlau, onde na época sua sobrinha Rotrod era abadessa. Ela morreu aqui em cerca de 895 e foi enterrada na igreja da abadia.
A abadia sobreviveu à Reforma, graças aos esforços da abadessa Rebstock.

## Edifícios

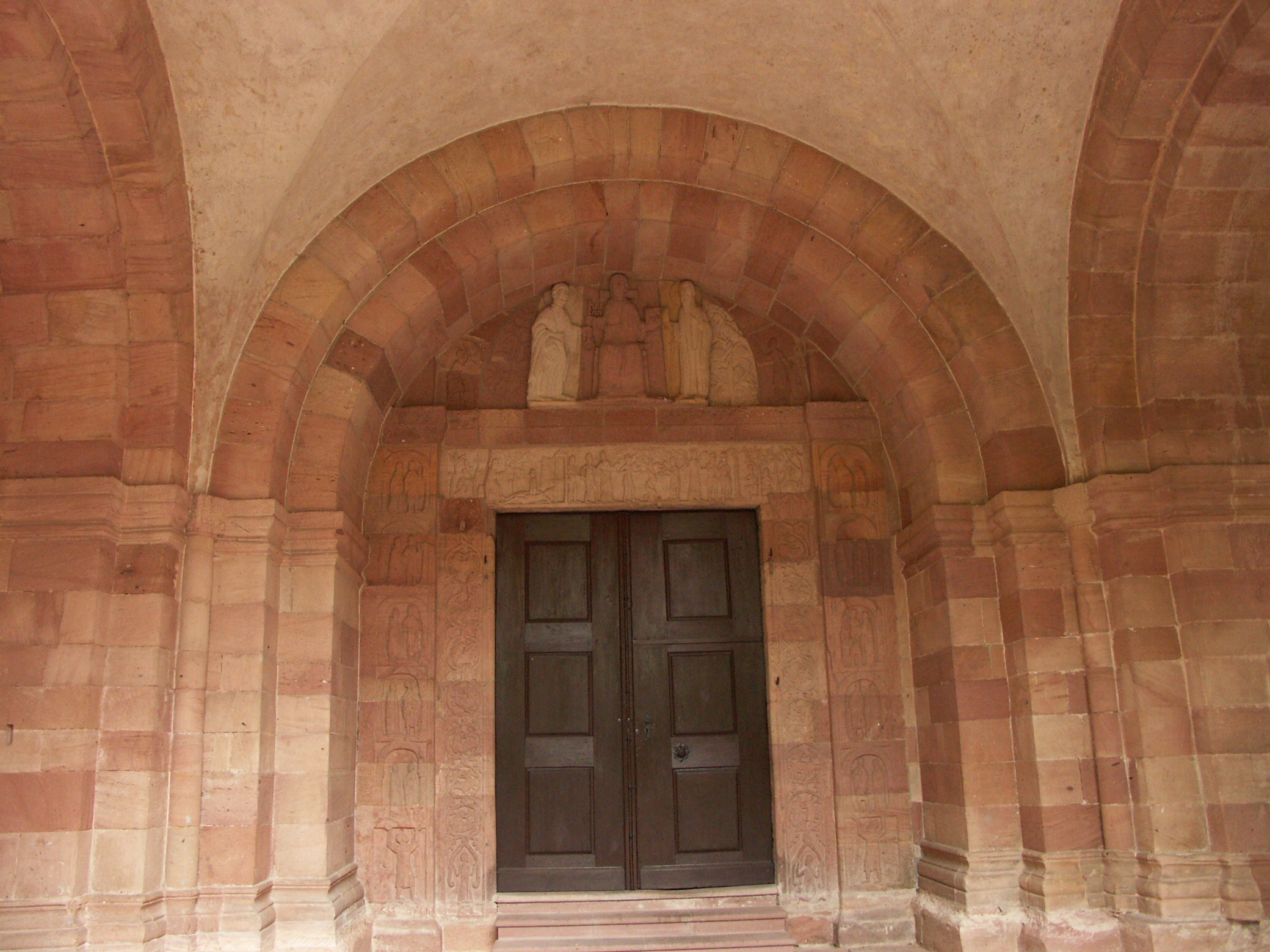
Portal românico da igreja

Alguns edifícios monásticos ainda existem. Em particular, a antiga igreja da abadia sobrevive como igreja paroquial de São Pedro e Paulo. Os edifícios originais eram por volta de 880. A abadia foi totalmente reconstruída na primeira metade do século XI. Quando o papa Leão XI passou por Andlau em novembro daquele ano, ele conseguiu traduzir os restos mortais de Ricarda canonizados da antiga igreja para a nova românica. Nada resta dos primeiros edifícios (exceto um buraco no chão da cripta que foi dito pela ursa). A cripta em si data do século XI. Outra grande reconstrução ocorreu no século XII, após um incêndio grave, e outra no século XV. A nave foi completamente reconstruída no final do século XVII. A atual tumba de Santa Ricarda data de 1350 e está localizada em uma capela barroca de 1707.
A igreja é no entanto mais notável por sua rica decoração escultórica, pelo Mestre de Andlau, que está entre os melhores da Alsácia. Está localizado na Route Romane d'Alsace.